# Autumnal

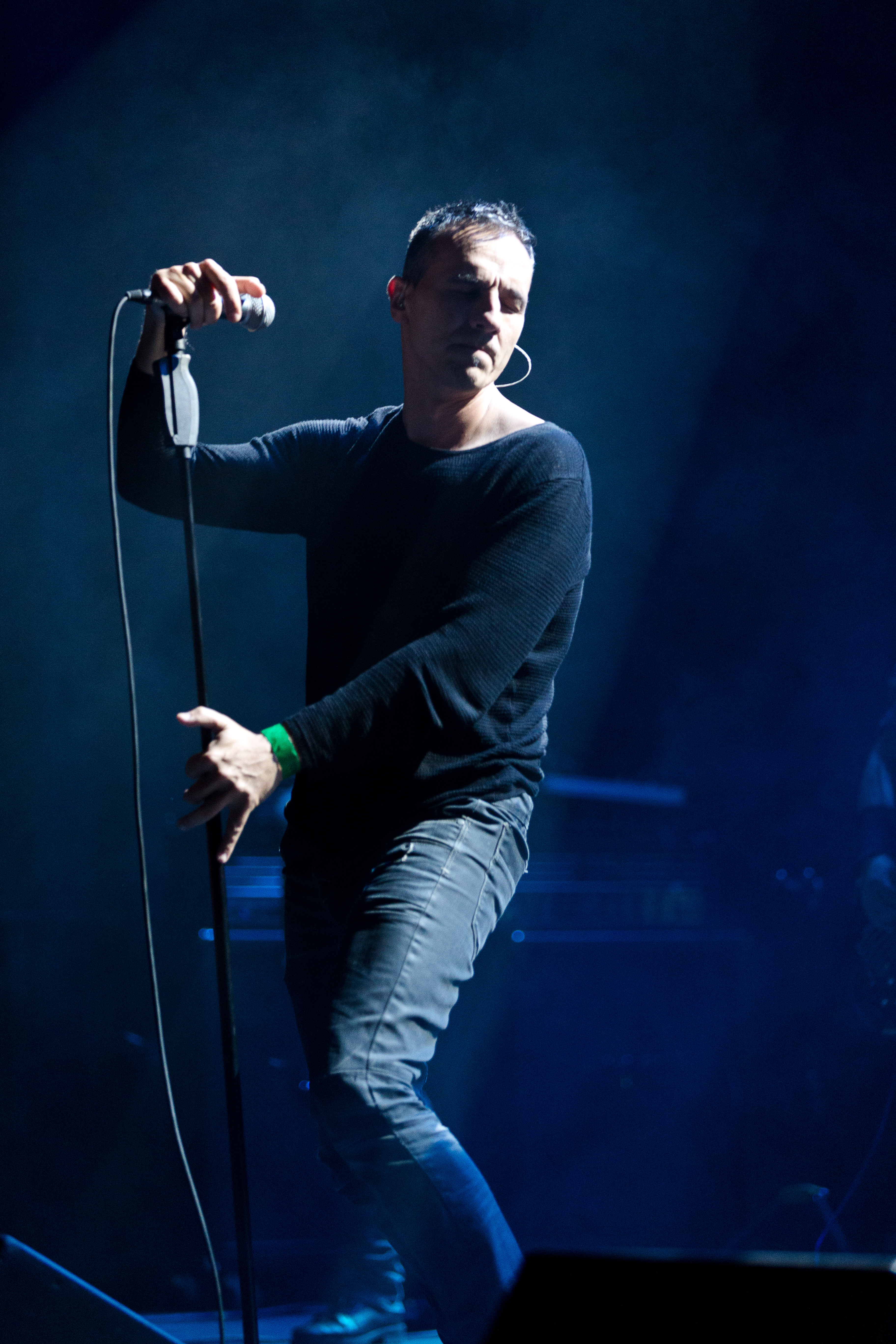
Sänger Javier de Pablo 2016

Autumnal ist eine spanische Doom-Metal-Band aus Madrid, die im Jahr 1998 gegründet wurde.

## Geschichte
Die Band wurde im Jahr 1998 von dem Schlagzeuger Ricardo und dem Sänger und Gitarristen Javier de Pablo gegründet. Nachdem die Band mehrere Demos veröffentlicht hatte, erschien 2006 über Xtreem Music das Debütalbum Grey Universe. Der Veröffentlichung folgten Auftritte in Irland, den Niederlanden und Portugal zusammen mit Bands wie Anathema, Katatonia, Morgion, Draconian, Officium Triste und Isole. 2014 erschien das nächste Album The End of the Third Day. Hierauf ist auch eine Coverversion des Supertramp-Liedes Don’t Leave Me Now enthalten.

## Stil
Laut Sebastian Schilling vom Rock Hard orientiert sich die Band nicht an Black Sabbath, sondern am Doom-Metal-Stil der 1990er Jahre. Schilling fand, dass die Musik der Band an Tiamat, Paradise Lost und My Dying Bride erinnert. Ricardo de Pablo gab im Interview mit Schilling an, dass diese Bands Einfluss auf Autumnal hatten. Die Mitglieder würden jedoch auch andere Bands wie Kansas, Pink Floyd, Genesis, Supertramp, Anathema, Cathedral, Officium Triste, Mastodon und Converge hören. Eine Ausgabe zuvor hatte Schilling das Album rezensiert. Er ordnete das Album dem Doom- und Gothic-Metal zu. Die Gruppe habe sich an Bands der 1990er Jahre wie Type O Negative, Paradise Lost und Tiamat orientiert.

## Diskografie
- 1998: Demo 1998 (Demo, Eigenveröffentlichung)
- 2000: In My Shell (Demo, Eigenveröffentlichung)
- 2003: The Age of the Sin (Demo, Eigenveröffentlichung)
- 2005: 2000-2005 Promo (Demo, Eigenveröffentlichung)
- 2006: Grey Universe (Album, Xtreem Music)
- 2014: The End of the Third Day (Album, Cyclone Empire)